# .gw
.gw – domena internetowa przypisana od roku 1997 do Gwinea Bissau i administrowana przez IT & Media University De Bissau.

## Domeny drugiego poziomu
Brak danych.